# Oxytropis calva
Oxytropis calva là một loài thực vật có hoa trong họ Đậu. Loài này được Malyschev miêu tả khoa học đầu tiên.